# Wyspa Chabriera
Wyspa Chabriera (ang. Chabrier Rock, hiszp. Roca Chabrier, fr. Rocher Chabrier) – wysepka u wylotu Zatoki Admiralicji przy południowym wybrzeżu półwyspu Kraków Peninsula na Wyspie Króla Jerzego w archipelagu Szetlandów Południowych, na wysokości Szczytu Vauréala.
Nazwa została nadana przez francuską ekspedycję antarktyczną w 1909 roku, prawdopodobnie na cześć sponsora ekspedycji.